# Henrik Høegh
Henrik Børge Høegh (født 25. februar 1952 i Alsø, Lolland) var Danmarks fødevareminister og tidligere medlem af Folketinget fra 2007 til 2015, valgt for Venstre i Guldborgsundkredsen (Sjællands Storkreds). Han var tidligere viceformand i Dansk Landbrug. Han blev den 23. februar 2010 udnævnt til minister for fødevarer, landbrug og fiskeri, en post han bestred til regeringsskiftet 3. oktober 2011.
Høegh er landbrugsudannet fra Næsgård Agerbrugsskole i 1974 og har siden været selvstændig landmand. 
I 2009 modtog han 706.000 kroner i landbrugsstøtte fra den Europæiske Union.
Fra 1989 til 1999 var han formand for landboforeningerne på Lolland, Falster og Møn, og han blev i efteråret 1998 valgt som viceformand i Dansk Landbrug, hvor han har haft ansvaret for planteavl, miljø samt forskning i energi og bioenergi. Posten besad han frem til november 2007. Han har desuden været formand for Landsudvalget for Planteavl (1991-1999 og 2004-2007) samt formand for Dansk Planteforum. Fra 1998 til 2007 var han medlem af Landbrugsraadets præsidium. Han har tillige været medlem af Teknologirådet og Fødevareministeriets Rådgivende Forskningsudvalg, ligesom han er bestyrelsesmedlem i Danmarks Miljøundersøgelser. Han er Ridder af Dannebrog.
Han er formand for energi- og affaldsselskabet Refa I/S, der dækker Lolland-Falster, og medlem af bestyrelsen på Middelaldercentret.